# بنك الأدوات

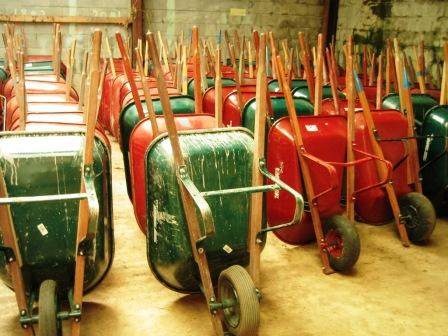

إن بنك الأدوات هو مصطلح مسجل يستخدم لتحديد نموذج برنامج إقراض الأدوات غير الربحي الذي تم إنشاؤه بواسطة أتلاتنا كوميونتي توول بانك. يزيد بنك الأدوات من تأثير القطاع الخيري المحلي الخاص به عن طريق إقراض الأدوات إلى المنظمات لاستخدامها في المشروعات الخدمية التطوعية ومشروعات إصلاح/صيانة المنشآت. قد يتضمن مخزون المعدات المعتاد لبنك الأدوات أدوات تنسيق الحدائق والنجارة والسباكة والبناء وكذلك الأدوات الكهربائية والسلالم وغيرها. يعد أتلاتنا كوميونتي توول بانك هو أكبر بنك أدوات في الوقت الحالي، ويقوم بإقراض ما يزيد عن 140 نوعًا من الأدوات للمنظمات غير الربحية في أتلاتنا. يمكن الاطلاع على المخزون المتوفر من أتلاتنا كوميونتي توول بانك هنا. يوفر أتلاتنا كوميونتي توول بانك المعدات لما يزيد عن 50000 من المتطوعين في العام بمخزونها المتوفر من الأدوات.
يختلف نموذج برنامج بنك الأدوات عن نموذج مؤسسة إقراض الأدوات الأكثر انتشارًا؛ حيث أن مخزون بنك الأدوات غير متاح للأفراد. إن مخزون بنك الأدوات مخصص لغرض زيادة تأثير القطاع غير الربحي والمنظمات الشعبية غير الرسمية. إن مستخدمي موارد بنك الأدوات المعتادين يتضمنون المنظمات الدينية والمدارس العامة ومنظمات الجوار والشراكات العامة/الخاصة التي لها مهام ذات توجه نحو المجتمع والنوادي الاجتماعية ذات المهام الخدمية ونوادي البستنة وغيرهم. يجب تقديم دليل على نية العمل الخيري قبل التمكن من الوصول إلى أدوات بنك الأدوات.
يقدم بنك الأدوات ثلاث وظائف رئيسية:
1. إقراض الأدوات: يقوم بنك الأدوات بإقراض جميع أنواع الأدوات لاستخدامها في المشروعات التطوعية وصيانة المنشآت ومشروعات التطوير وفعاليات تحسين المجتمع والفعاليات الخاصة.
2. الدعوة إلى إرجاع الأدوات: يدعو طاقم عامل بنك الأدوات لإرجاع جميع الأدوات في الوقت المحدد لجميع الأدوات المستعارة لضمان الاستدامة طويلة الأمد للمخزون المتوفر. ويطالب طاقم العمل بتعويضات مقابل الأدوات المفقودة والتي يتم إرجاعها بعد الموعد المحدد.
3. صيانة الأدوات: يقوم بنك الأدوات بإجراء صيانة روتينية وإصلاحات على جميع المعدات لضمان الحالة الجيدة لمخزون المعدات وعمرها الافتراضي. وعادة ما يتم تنفيذ هذه الوظائف بواسطة المتطوعين وعمال خدمة المجتمع.
باستخدام هذه الوظائف الثلاثة، قد تستفيد المنظمات المجتمعية المحلية عن طريق:

ضمان أن جميع المتطوعين المشاركين مؤهلون بطريقة سليمة.
دعوة مجموعات أكبر من المتطوعين للمشاركة.
تنفيذ نطاق أكبر من المشروعات الخدمية.
ضمان أن المتطوعين على درجة عالية من المهارة.
القضاء على تكاليف شراء الأدوات وإصلاحها وتخزينها.
إن ToolBank هو علامة مسجلة لصالح أتلاتنا كوميونتي توول بانك. ولقد منح أتلاتنا كوميونتي توول بانك حق الترخيص لـ بنك الأدوات الأمريكي في 2008. إن بنك الأدوات الأمريكي هو منظمة غير ربحية تأسست في فبراير 2008 وكلفت بنشر نموذج برنامج بنك الأدوات على مستوى الدولة. ولقد تم إطلاق بنك الأدوات الأمريكي بواسطة منحة من مؤسسة هوم ديبوت.

## معلومات تاريخية
بدأت أتلاتنا كوميونتي توول بانك في أتلاتنا، جورجيا كفرع لبرنامج خيري لإصلاح المنازل دون تكلفة والذي يعرف باسم Community Reinvestment Inc (CRI) والذي تأسس عام 1990. ولقد نما مخزون CRI من الأدوات داخليًا نتيجة لتبرع المتطوعين بالأدوات دعمًا للبرنامج. واستعارت رابطات الجوار والكنائس المحلية أدوات CRI بصورة دورية لأيام التنظيف والفعاليات التطوعية الخاصة بها، مما أدى إلى إعلاء المبدأ الرئيسي لبنك الأدوات. إن الأصول المحددة لمصطلح بنك الأدوات غير معروفة؛ فلقد بدأ برنامج CRI تقديم بنك الأدوات كبرنامج رسمي عام 1992.